# Florianivka, Kozeatîn
Florianivka (în ucraineană Флоріанівка) este localitatea de reședință a comunei Florianivka din raionul Kozeatîn, regiunea Vinnița, Ucraina.

## Demografie
Componența lingvistică a localității Florianivka
     Ucraineană (97,68%)
     Rusă (2,01%)
     Alte limbi (0,15%)
Conform recensământului din 2001, majoritatea populației localității Florianivka era vorbitoare de ucraineană (97,68%), existând în minoritate și vorbitori de rusă (2,01%).